# Abancay

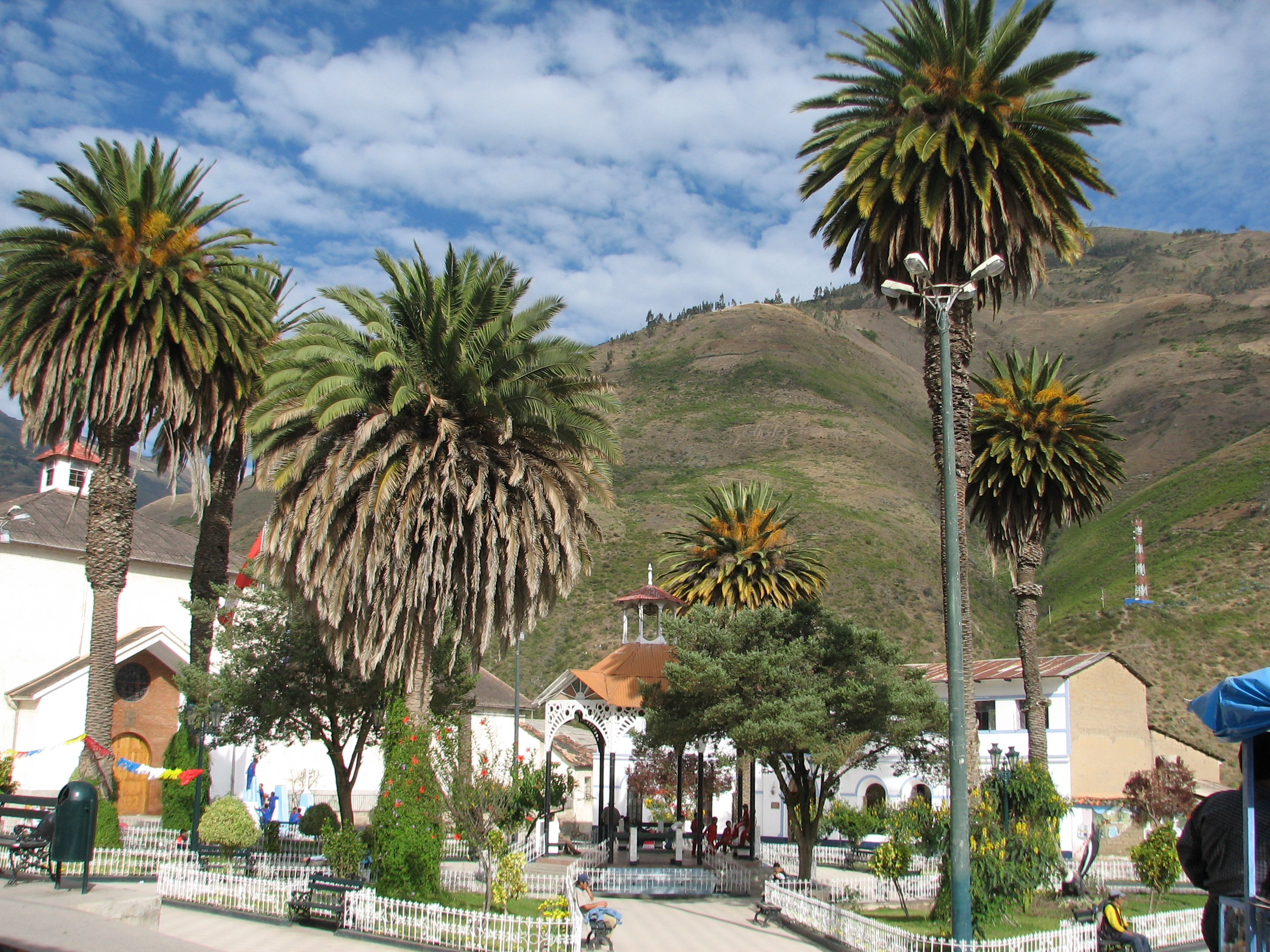
Praça central em Abancay

Abancay é uma cidade do Peru, capital do departamento de Apurímac e da província de Abancay. Tem cerca de 55 mil habitantes.
Está situada no centro-sul do Peru, às margens do rio Mariño, afluente do Pachachaca, a 2.378 m de altura. As fontes de recursos da cidade estão nos serviços e na agricultura (cana-de-açúcar, frutas, cereais, hortaliças, alfafa, anis e batatas). 
Possui gado bovino, ovino e eqüino, além de lhamas e alpacas.
Sua população, em 1993, estava estimada em 48.527 habitantes.